# Лихачёвский (остров)
Лихачёвский — необитаемый остров на реке Уфе, по левому берегу напротив устья реки Шугуровки.

## Описание
Остров покрыт лесом (осина, ива, клён, тополь). Восточный берег — песчаный, остальные берега заболоченные и отделяются протокой. На острове отсутствуют какие-либо постройки. Ранее протока, отделявшая остров, пересыхала и исчезала. На данный момент не существует.

## Название
По данным краеведа Г. Ф. Гудкова, остров назван (как и Лихачёвская излучина реки Уфы) по имени коллежского асессора Андрея Фёдоровича Лихачёва, который в 1723 году купил в здешних местах деревню (Шакша).